# HD 8535
HD 8535 är en ensam stjärna belägen i den norra delen av stjärnbilden Fenix. Den har en skenbar magnitud av ca 7,70 och kräver åtminstone en stark handkikare för att kunna observeras. Baserat på parallax enligt Gaia Data Release 2 på ca 18,0 mas, beräknas den befinna sig på ett avstånd på ca 181 ljusår (ca 56 parsek) från solen. Den rör sig bort från solen med en heliocentrisk radialhastighet på ca 2,3 km/s.

## Egenskaper
HD 8535 är en gul till vit stjärna i huvudserien av spektralklass G0 V med ett överskott av andra element än väte och helium som är ungefär samma som i solen. Den har en massa som är ca 1,2 solmassor, en radie som är lika med ca 1,2 solradier och har ca 1,9 gånger solens utstrålning vid en effektiv temperatur av ca 6 200 K.
En undersökningen 2015 har uteslutit att det finns någon följeslagare på det förväntade avståndet av 23 astronomiska enheter.

## Planetsystem
År 2009 hittades en gasjätte, betecknad HD 8535 b, i omloppsbana runt stjärnan med hjälp av metoden för mätning av radialhastighet. Den har en omloppsperiod på 3,59 år och har en massa som är minst 68 procent av Jupiters (MJUP).